# Tetuán (1863)
Tetuán var Spaniens første panserskib, og blev oven i købet bygget på den spanske flådes eget værft i Ferrol i provinsen La Coruna. Skibet var bygget af træ, og var en del af den spanske marines satsning på at markere sin position, efter at opfindelsen af panserskibet i 1859 i princippet havde gjort alle upansrede skibe forældede. Det nye panserskib var opkaldt efter byen Tétouan i Marokko, hvor den spanske hær i 1860 havde besejret en langt større marokkansk hær og dermed befæstet Spaniens position i området.

## Tjeneste
Tetuán var udrustet fra 1863 til 1866, og kom under kommando igen i 1868, da det blev sendt til Havana på Cuba, som var en af de sidste spanske besiddelser ved det amerikanske kontinent. Skibet kom retur til Cadiz i juli, og deltog derefter i revolutionen i 1868, der afsatte dronning Isabella 2..
Skibet blev på ny blandet ind i borgerkrig i 1873, da separatistiske oprørere erobrede flådebasen i Cartagena og dermed de fleste spanske panserskibe. Oprørerne havde hårdt brug for penge og forsyninger, og det betød, at de sendte skibene til nærliggende havnebyer for at opkræve beskyttelsespenge eller i modsat fald beskyde byerne. Det fik den spanske regering til at erklære skibene for piratskibe, og anmode om hjælp fra andre lande til at opbringe skibe, der førte separatisternes røde flag. Det britiske panserskib HMS Swiftsure og det tyske Friedrich Carl erobrede oprørernes panserskib Vitoria og leverede det tilbage til den spanske regering, og på den måde kom der mere balance i styrkeforholdet.
Den 11. oktober 1873 sejlede Vitoria som det eneste panserskib i en spansk eskadre mod Cartagena. Oprørerne stod også til søs, med panserskibene Numancia, Tetuán og Mendez Nunez. De to eskadrer førte under slaget begge det spanske flag, og Lybeck bemærker, at det må høre til sjældenhederne, at man oplever skibe under samme flag bekæmpe hinanden med så stor iver. Vitoria klarede sig bedst i artilleriduellerne, og ét efter ét søgte oprørernes panserskibe tilbage til Cartagena. På landjorden havde de styrker, der støttede den kommende kong Alfons 12. fået overtaget, og da de var tæt på at erobre Cartagena i december 1873, satte oprørerne ild til Tetuán, der var blevet så hårdt medtaget i slaget, at det ikke kunne sejles væk.